# Thomas de Leu
Thomas de Leu oder Leeuw oder Le Leup (* 1560 in Oudenaarde; † 1612 in Paris) war ein französischer Kupferstecher und Verleger von Drucken niederländischer Herkunft.

## Leben
Er war der Sohn eines aus Oudenaarde stammenden Kupferstichhändlers und begann seine Karriere in Antwerpen, wo er für Jean Ditmar (um 1538–1603) arbeitete, der von der Familie Wierix beeinflusst war.
Irgendwann nach 1576 und vor 1580 ging er nach Paris, um für den Maler und Kupferstecher Jean Rabel (1540/50–1603) zu arbeiten.
Als er am 22. August 1583 Marie Caron heiratete, wurde er der Schwiegersohn von Antoine Caron, einem der wichtigsten Maler der zweiten Schule von Fontainebleau. Obwohl behauptet wurde, dass er damit der Schwager des Kupferstechers Léonard Gaultier war, ist dies wahrscheinlich nicht der Fall.
In den Religionskriegen gelang es ihm, von der Seite der Katholischen Liga auf die Seite Heinrichs IV. zu wechseln. Infolgedessen betrieb er eine sehr produktive Werkstatt, gab zahlreiche Drucke anderer Künstler heraus und wurde sehr wohlhabend. Seine wichtigsten Schüler waren Jacques Honnervogt (fl. 1608–1635) und Melchior Tavernier.
Am 22. Mai 1605 heiratete er in zweiter Ehe Charlotte Bothereau, zudem wurde er der Schwiegervater von Claude Vignon, da dieser ihre Tochter Charlotte heiratete.

## Werk
Sein erster, 1579 datierter Stich ist Justice (Justitia, 1979, Linzeler Nr. 57). Er schuf mehr als 300 Porträts, darunter die von Caterina de’ Medici (Linzeler Nr. 255) und Sir Francis Drake, zahlreiche Stiche mit religiösen Motiven wie Christ bénissant (Segnender Christus, 1598, Linzeler Nr. 7) und eine Gruppe von 25 Drucken, die das Leben des Heiligen Franziskus darstellen. Außerdem lieferte er Buchillustrationen.

Porträts gestochen von Thomas de Leu
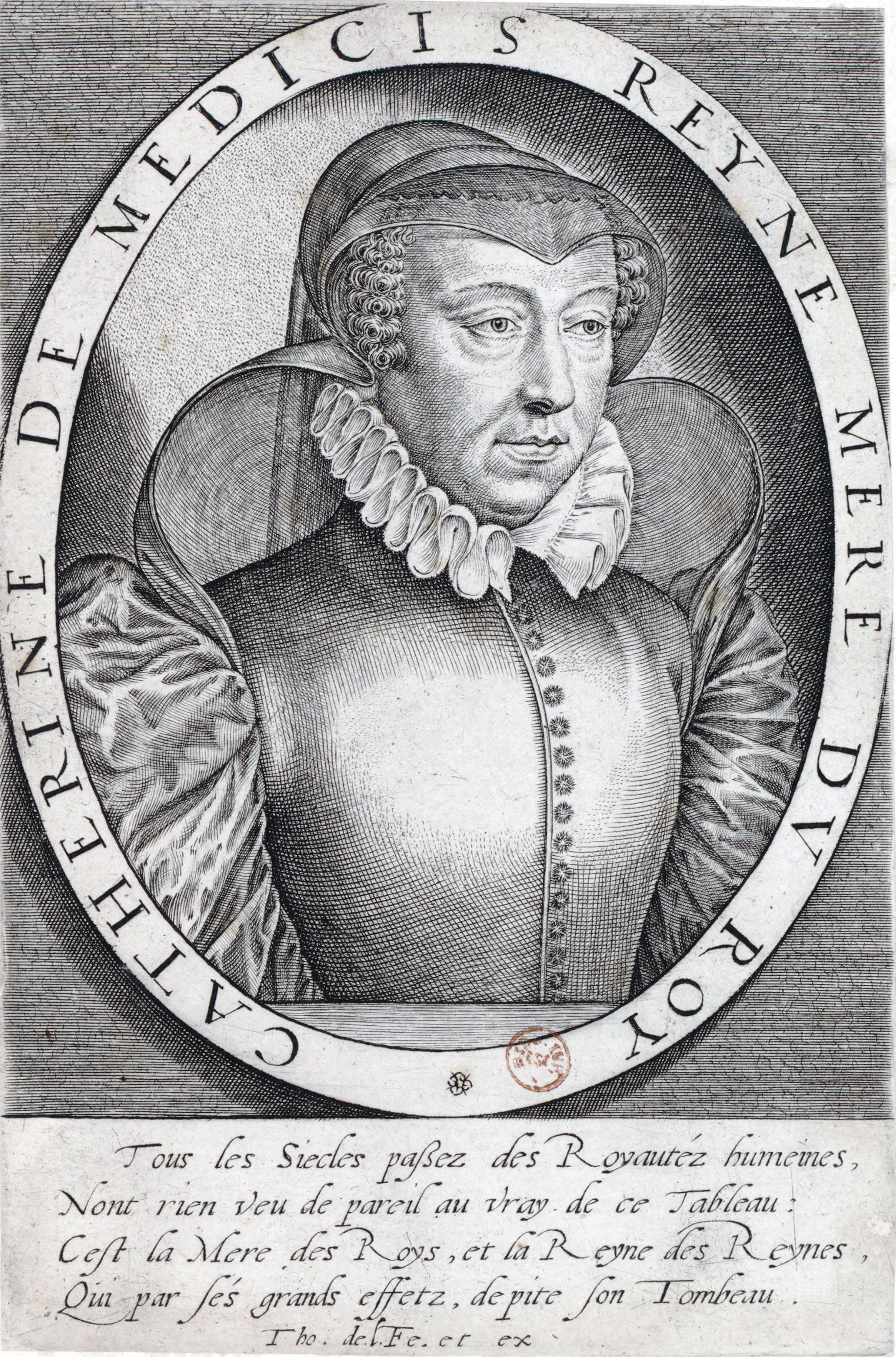
Caterina de’ Medici
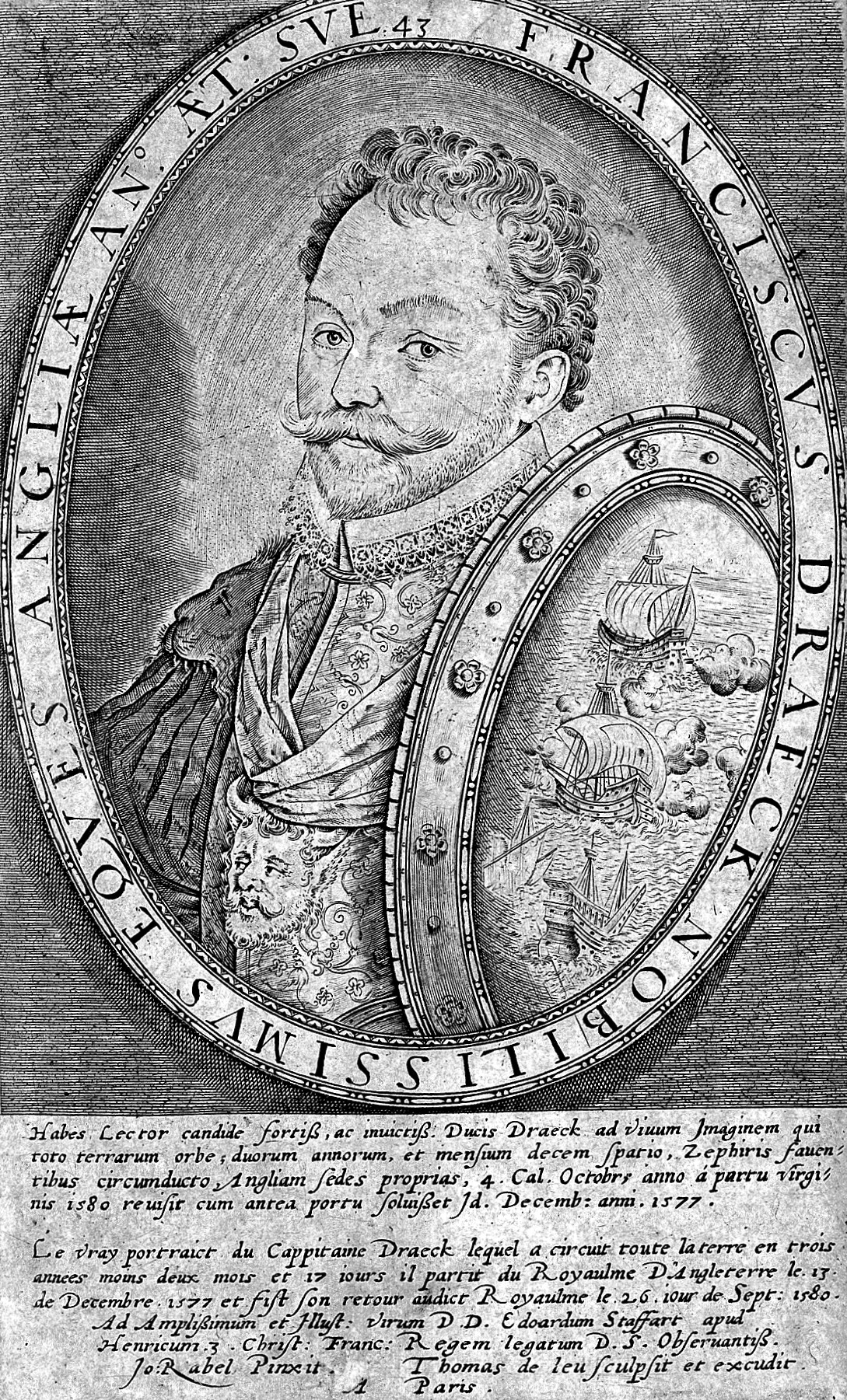
Sir Francis Drake, nach Jean Rabel
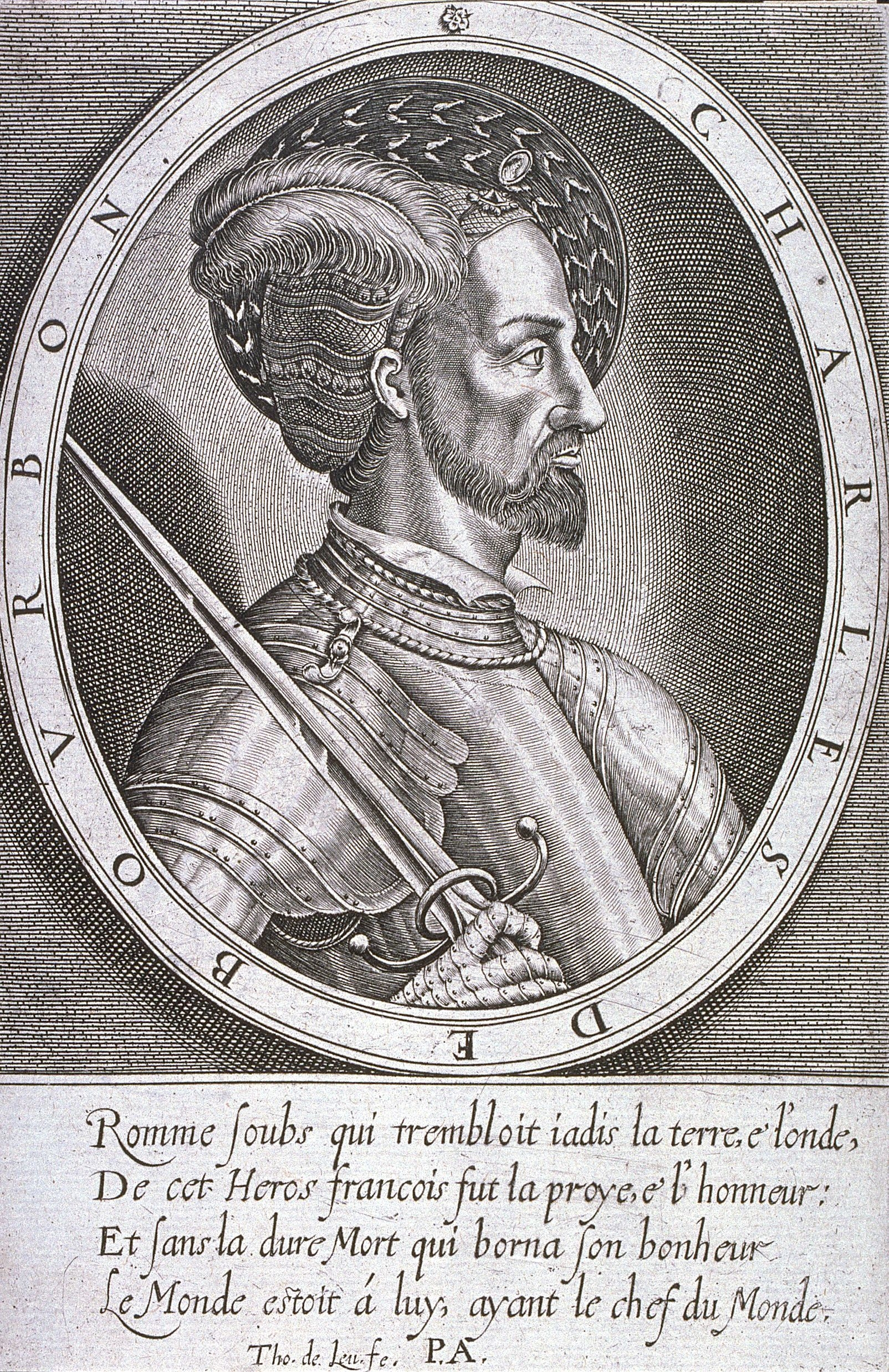
Charles III de Bourbon

Religiöse Motive gestochen von Thomas de Leu
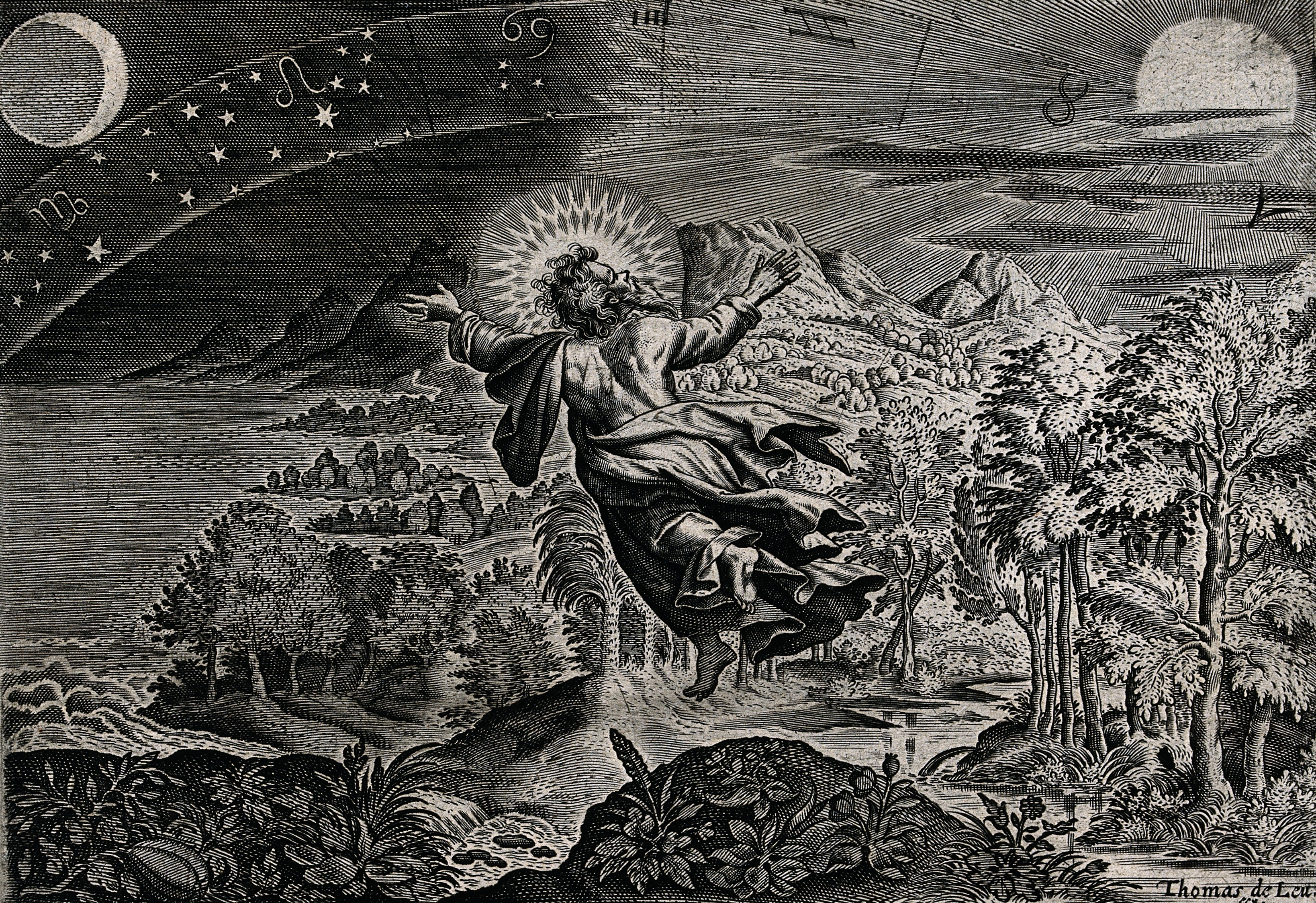
Gott erschafft Sonne, Mond und Sterne
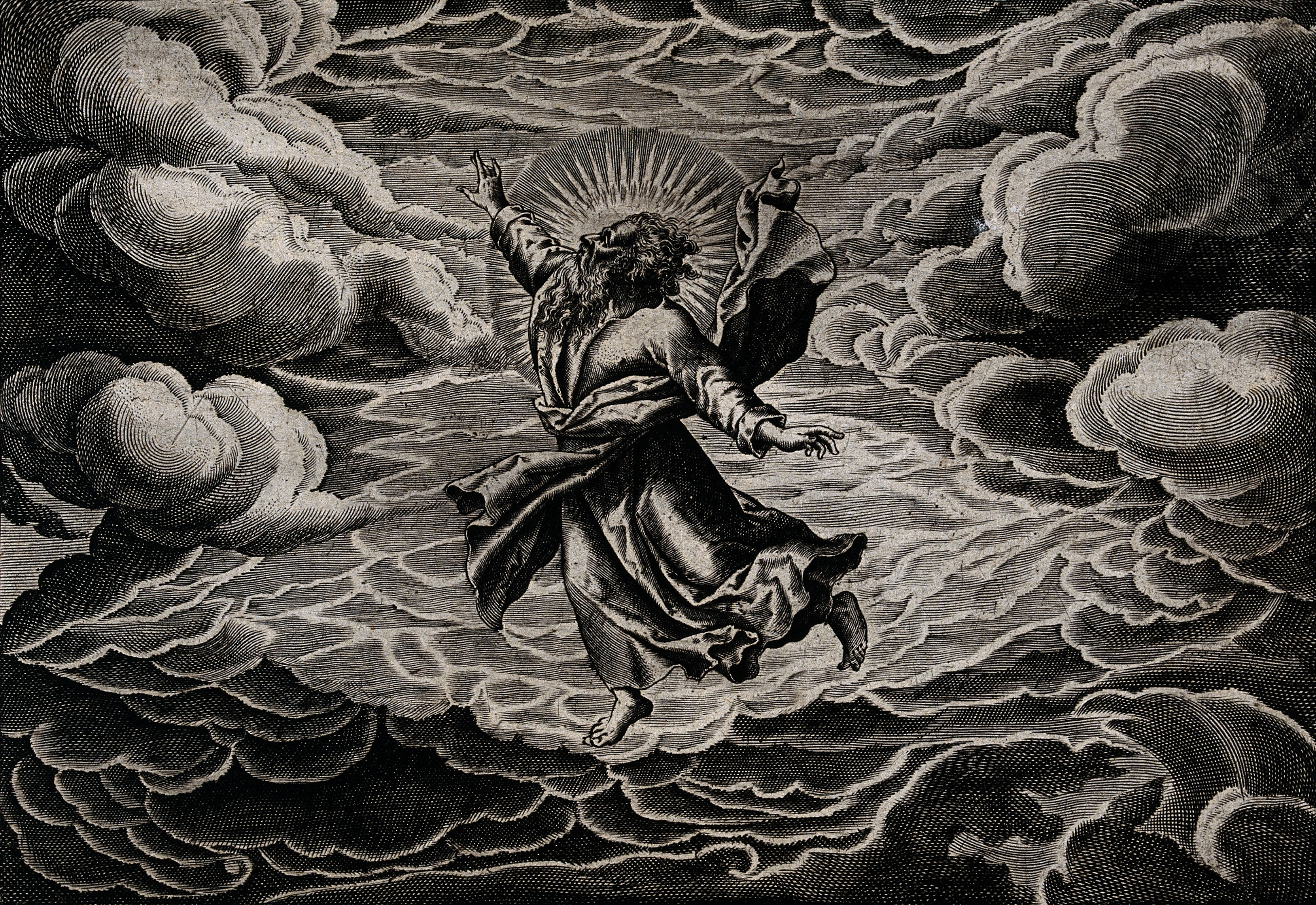
Gott, in den Wolken schwebend, schafft Licht